# إدوارد فيرنون (لاعب كريكت)
إدوارد فيرنون (6 مارس 1851 بدبلن في جمهورية أيرلندا - 27 يونيو 1902 في نيوزيلندا) (بالإنجليزية: Edward Vernon)‏ هو لاعب كريكت نيوزلندي.

## وصلات خارجية
- إدوارد فيرنون على موقع إي آس بي آن كريك إنفو (الإنجليزية)